# Radio Fuerzas Francesas de Berlín
Radio Fuerzas Francesas de Berlín (en francés: Radio Forces Françaises de Berlin (Radio FFB)) era una emisora que atendía al contingente militar francés en el sector francés de Berlín Occidental.
Las emisiones de radio comenzaron el 8 de mayo de 1957. La mayoría de los programas eran de la emisora nacional francesa RTF (más tarde ORTF). Esto fue inicialmente una mezcla de France Inter, France Culture y France Musique, pero en la década de 1980, solo se transmitían los programas de France Inter.
El 15 de septiembre de 1963, los programas en lengua francesa se complementaron con transmisiones en alemán a oyentes en el área de Berlín. Consistiendo en programas de una hora transmitidos entre las 18:00 y 19:00 hora local, estos fueron producidos más tarde por el servicio alemán de Radio Francia Internacional. También hubo boletines cortos producidos localmente para los miembros de la guarnición francesa en Berlín. 
En 1980, se estableció una estación de televisión, Télévision Française à Berlin (TFB), para la cual, al igual que la estación de radio, se adquirió la programación de los canales nacionales franceses, TF1 y Antenne 2 (ahora France 2). A partir de 1984, se transmitió el canal internacional en francés TV5 (ahora TV5 Monde). Además de programar desde TF1 y Antenne 2, también llevó a cabo programación desde FR3 (ahora France 3). El servicio estaba disponible en el oeste de Berlín por cable, pero solo en el sector francés.
Tras la retirada de las fuerzas francesas del Berlín reunificado, la radio FFB y las transmisiones de televisión de TFB cesaron en junio de 1994.